# Ansob-Tunnel
Der Ansob-Tunnel, auch Istiqlol-Tunnel oder Uschtur-Tunnel, ist ein 80 Kilometer nordwestlich der tadschikischen Hauptstadt Duschanbe gelegener, 5040 Meter langer Straßentunnel, der als Teil der M34/E 123 Duschanbe mit Chudschand, der zweitgrößten Stadt des Landes im nördlich gelegenen Ferghanatal verbindet. Bis zur Eröffnung des Tunnels im Jahr 2006 war eine Verbindung nur über die schmale Ansob-Passstraße und den namensgebenden, nordöstlich gelegenen Ort Ansob möglich. Mit Eröffnung des Tunnels hat sich die Fahrtzeit zwischen den beiden Städten um vier Stunden verkürzt. Der Tunnel galt als eine der gefährlichsten Tunnelverbindungen der Welt und war wiederholt bis Ende 2015 aufgrund von Reparaturarbeiten geschlossen.
Nach jahrelangen Arbeiten am Entwässerungssystem wurde 2016 die Fahrbahnsanierung abgeschlossen und eine Beleuchtung im zuvor dunklen Tunnel angebracht. Der Tunnel hat keine Entlüftungsanlage, ist aber seitdem normal befahrbar. 

## Ökonomische Bedeutung

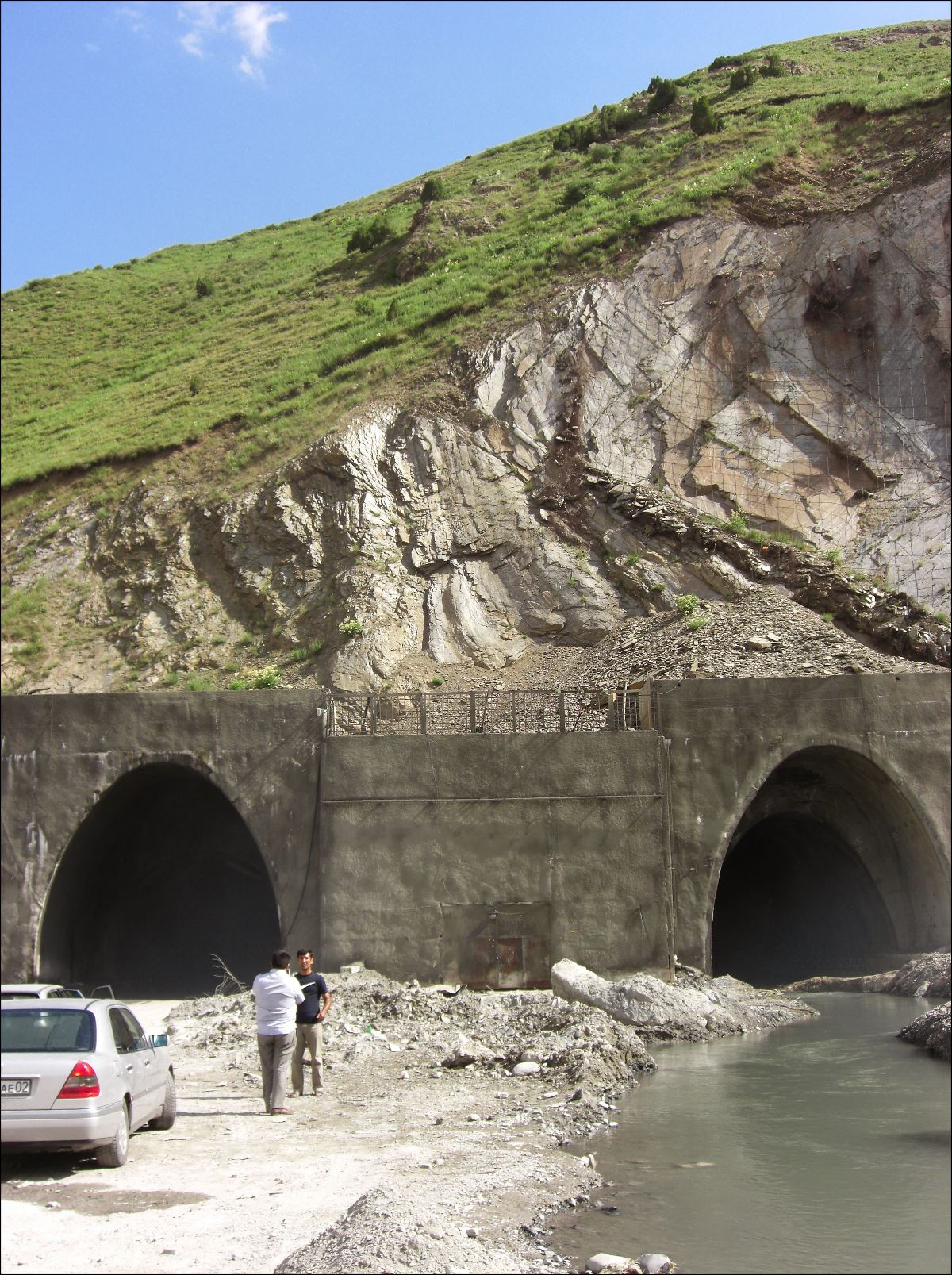
Nordportal, aus einer Röhre fließen große Mengen Tunnelwasser (Juli 2012)

Aufgrund der angespannten diplomatischen Lage zwischen Usbekistan und Tadschikistan, war der Tunnel ein vorrangiges Infrastruktur-Projekt der tadschikischen Regierung, das mit Hilfe der iranischen Baufirma Sabir verwirklicht werden konnte. Angedacht ist eine „neue Seidenstraße“, die einen Landweg über den Iran, Afghanistan und Tadschikistan nach China schaffen soll. Für Tadschikistan selbst stellt die M34, die Hauptverkehrsachse zwischen den beiden größten Städten Duschanbe und Chudschand dar und verbindet vor allem die Hauptstadt Duschanbe mit dem Ferghanatal als landwirtschaftlichem Zentrum des Landes.

## Entstehungsgeschichte

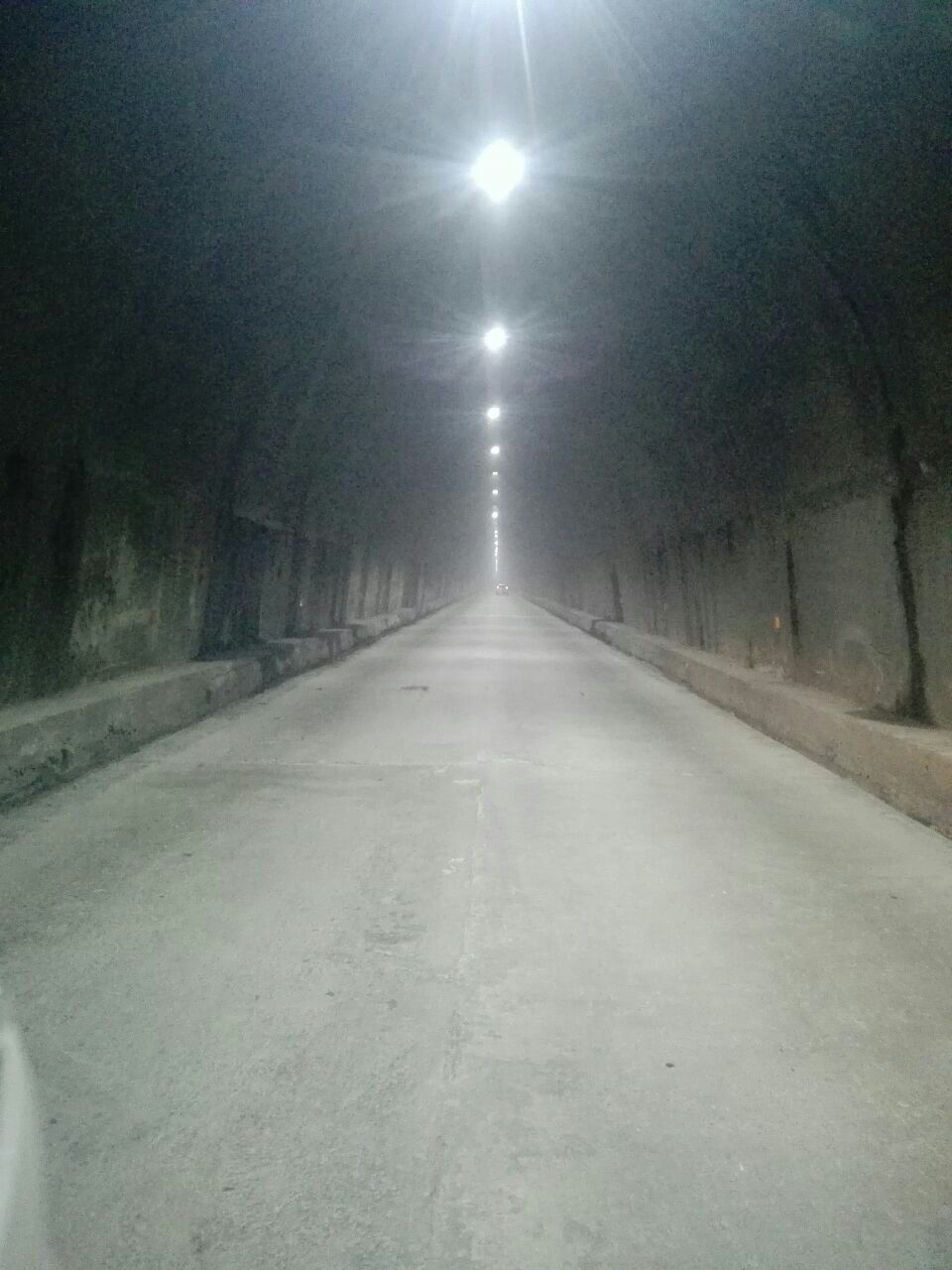
Fahrbahn und Tunnelbeleuchtung nach Abschluss der Sanierungsarbeiten (März 2017)

Der Tunnel wurde aufgrund der hohen Priorität einer Landverbindung innerhalb Tadschikistans bereits 2006 für den Verkehr freigegeben. Zu diesem Zeitpunkt war die letzte Ausbaustufe, die insbesondere Drainage und Ventilation vorsah, noch nicht abgeschlossen. Die geringe Sichtweite im Tunnel, sowie stetiger Wasserzufluss, hohe Abgasbelastung und zurückgelassene Baugeräte wirkten sich wiederholt negativ auf die Verkehrssicherheit aus, sodass der Tunnel im Juni 2015 für Bauarbeiten geschlossen und im September 2015 offiziell der tadschikischen Regierung übergeben wurde.
Von den beiden Röhren steht eine dem Straßenverkehr zur Verfügung, in der anderen Röhre fließt das Tunnelwasser ab.